# 師徒
師徒是指師父與徒弟的關係；師父也作師傅是前輩，是學問、武功、技術、工藝、信仰的傳授者；而徒弟亦作學生，是晚輩。

## 历史
受儒家文化影響，東亞傳統師徒關係往往是要求尊師重道，而師傅和徒弟一起生活，師徒之間往往形式一種有如父母和子女的關係，這種關係是終身的，所謂「一日為師，終身為父」，而傳統拜師儀式也是結誼儀式之一。當徒弟的不像學生上學一般，每天未必都有新的知識傳授，甚至跟隨師傅幾年，也只是當童工、傭人而已；但他們並不像學生那樣需要按時交學費，而是要為師傅工作，同時師傅會供應徒弟的日常生活所需。
隨著學校制度與免費教育普及，師徒制在現代社會已經較少見，但一些傳統藝術、文化的傳承如戲曲、武術等以及宗教修行（如佛教、道教等）或某些特定行業如大律師仍有師徒制。

## 著名的师徒关系
- 苏格拉底 → 柏拉图 → 亚里士多德 → 亚历山大大帝
- 弗洛伊德 → 荣格
- 本杰明·格雷厄姆 → 沃伦·巴菲特
- 孔子 → 颜回、子路、子贡、子夏、有若……（参见：孔子的三千弟子和七十二贤人及孔子弟子列表）
- 子夏 → 魏文侯
- 荀子 → 韩非子、李斯
- 鬼谷子 → 张仪、苏秦、孙膑、庞涓、毛遂、徐福
- 温庭筠 → 鱼玄机
- 康有为 → 梁启超 → 徐志摩
- 梁赞 → 陈华顺 → 叶问 → 李小龙
- 楚原 → 馮淬帆
- 于占元 → 「七小福」元龍、元樓、元彪、元奎、元華、元泰、元武等人。
- 相聲演員師承關係

### 文學作品
- 菩提老祖 → 孙悟空
- 唐僧 → 孙悟空、猪八戒、沙僧
- 小龍女 → 楊過

## 相關
- 門徒
- 道統
- 學徒制度：在職訓練的一種，但晚近的師徒制度含意已跳脫學徒制的觀點，特別是採導師制（mentoring）的概念時，其與傳統學徒制度的意涵-在職訓練-差異更大。
- 师弟：比自己小的、师父的徒弟
- 师兄：比自己大的、师父的徒弟
- 师娘/师母：师父的妻子
- 师爷：师父的师父
- 太师爷/曾师爷/太师祖/曾师祖：师爷的师父
- 高师爷/高师祖：曾师爷的师父
- 玄师爷/玄师祖：高师爷的师父
- 来师爷/来师祖：高师爷的师父
- 晜师爷/晜师祖：来师爷的师父
- 仍师爷/仍师祖：晜师爷的师父
- 云师爷/云师祖：仍师爷的师父
- 耳师爷/耳师祖：云师爷的师父